# Blue Heelers
Blue Heelers es un drama policiaco australiano, que comenzó sus transmisiones el 14 de enero de 1994 por medio de la cadena Seven Network y terminó sus transmisiones el 4 de junio del 2006.
La serie fue creada por Tony Morphett y Hal McElroy, y contó con la participación de actores como David Wenham, Hugh Jackman, Alan Dale, Kat Stewart, Gary Sweet, Sullivan Stapleton, Chris Vance, Sam Worthington, Emily Browning, Radha Mitchell, Frances O'Connor, Asher Keddie, Marshall Napier, Anthony Hayes, Vince Colosimo, Matt Passmore, Jeremy Lindsay Taylor, Brett Climo, Matthew Le Nevez, Felix Williamson, Brett Tucker, Nicholas Bishop, Josh Lawson, Libby Tanner, Ian Smith, Stefan Dennis, Tara Morice, Jack Finsterer, John Jarratt, Peter Hardy, Robert Mammone, Lachy Hulme, Marcus Graham, Manu Bennett, Scott Major, Sweeney Young, Viva Bianca, David Lyons, Stephen Curry, Bernard Curry, Kristian Schmid, Andy McPhee, Michala Banas, Ryan Corr, Angus McLaren, Nikolai Nikolaeff, Luke Hemsworth, Eliza Taylor-Cotter, entre otros...
En el 2006 después de 12 años la cadena anunció que después de trece temporadas la serie sería cancelada.

## Historia
La serie se centró en la vida cotidiana de los agentes de policía de Victoria, Australia mejor conocidos como "Heelers" que trabajan en la ciudad de Mount Thomas y cómo estos deben entrentarse a los crímenes desde los menos graves como problemas por tierras hasta los más peligrosos como asesinatos, asaltos, robos de bancos, bombas, tiroteos o secuestros, así como atrapar a los responsables y encarcelarlos.

## Personajes
| Actor                 | Personaje                | Trabajo                    | N.º de episodios | Temporada   |
| --------------------- | ------------------------ | -------------------------- | ---------------- | ----------- |
| Julie Nihill          | Christine "Chris" Reilly | Concejal                   | 489              | 1994 - 2006 |
| John Wood             | Thomas "Tom" Croydon     | Sargento Mayor             | 489              | 1994 - 2006 |
| Damian Walshe-Howling | Adam Cooper              | Oficial de Policía         | 180              | 1994 - 2006 |
| Ditch Davey           | Evan "Jonesy" Jones      | Oficial de Policía         | 175              | 2001 - 2006 |
| Simone McAullay       | Susie Raynor             | Oficial Mayor              | 81               | 2003 - 2006 |
| Samantha Tolj         | Kelly O'Rourke           | Oficial de Policía         | 59               | 2000 - 2006 |
| Rachel Gordon         | Amy Fox                  | Detective Mayor de Policía | 56               | 2004 - 2006 |
| Danny Raco            | Giuseppe "Joss" Peroni   | Oficial de Policía         | 55               | 2004 - 2006 |
| Charlie Clausen       | Alexander "Alex" Kirby   | Oficial en Jefe            | 46               | 2005 - 2006 |

### Personajes Recurrentes
| Actor             | Personaje             | Ocupación                | N.º de Episodios | Duración          |
| ----------------- | --------------------- | ------------------------ | ---------------- | ----------------- |
| Neil Pigot        | Russell Falcon-Price  | Inspector de Policía     | 39               | 1997 - 2006       |
| Peta Doodson      | Monica Draper         | Inspectora               | 34               | 1995 - 2004, 2006 |
| Matthew Holmes    | Matthew "Matt" Graham | Oficial de Policía       | 21               | 2005 - 2006       |
| Roy Billing       | Ian Goss              | Oficial Mayor de Policía | 5                | 2001 - 2006       |
| Richard Cawthorne | Bradley Eckhardt      | -                        | 5                | 2001 - 2006       |
| Catherine Mack    | Kelly                 | -                        | 5                | 2006              |

### Antiguos Personajes Principales
| Actor           | Personaje                    | Ocupación          | N.º de Episodios | Duración    | Estado | Causa                                                       |
| --------------- | ---------------------------- | ------------------ | ---------------- | ----------- | ------ | ----------------------------------------------------------- |
| Martin Sacks    | Patrick Joseph "P.J." Hasham | Detective Mayor    | 465              | 1994 - 2005 | Vivo   | -                                                           |
| Lisa McCune     | Margaret "Maggie" Doyle      | Oficial Mayor      | 256              | 1994 - 2000 | Muerta | asesinada por su hermano Mick Doyle                         |
| Paul Bishop     | Benjamin "Ben" Stewart       | Oficial Mayor      | 240              | 1998 - 2004 | Vivo   | renunció                                                    |
| Axl Taylor      | Len                          | Camarero           | 211              | 1994 - 1998 | Vivo   | -                                                           |
| William McInnes | Nicholas "Nick" Schultz      | Oficial Mayor      | 210              | 1994 - 2005 | Vivo   | transferido a la estación de policía Footscray              |
| Jane Allsop     | Joanna "Jo" Parrish          | Oficial de Policía | 196              | 1997 - 2004 | Muerta | murió luego de que explotara una bomba                      |
| Caroline Craig  | Theresa "Tess" Gallagher     | Sargento           | 139              | 2000 - 2003 | Viva   | renunció                                                    |
| Tasma Walton    | Deirdre "Dash" McKinley      | Oficial de Policía | 130              | 1995 - 1999 | Viva   | -                                                           |
| Rupert Reid     | Jack Lawson                  | Oficial de Policía | 102              | 1999 - 2001 | Vivo   | arrestado por asesinato                                     |
| Grant Bowler    | Wayne Patterson              | Oficial de Policía | 96               | 1994 - 1996 | Muerto | murió luego de ser atropellado al intentar salvar a un niño |

### Antiguos Personajes Recurrentes
| Actor             | Personaje              | Ocupación          | N.º de Episodios | Duración                       |
| ----------------- | ---------------------- | ------------------ | ---------------- | ------------------------------ |
| Karen Davitt      | Zoe Hamilton           | Doctora            | 41               | 1994 - 1998                    |
| Geoff Morrell     | Mark Jacobs            | Sargento           | 35               | 2004 - 2005                    |
| Ann Burbrook      | Roz McGregor-Patterson | -                  | 31               | 1994 - 1996                    |
| Suzi Dougherty    | Mel Carter             | Doctora            | 30               | 1999 - 2002                    |
| Debra Lawrance    | Grace Curtis           | Reverendo          | 26               | 1999 - 2004                    |
| Jeremy Kewly      | Tony Timms             | Periodista         | 23               | 1997 - 2001, 2003 - 2004       |
| Nick Waters       | Ted Faulkner           | Inspector          | 17               | 1994 - 1996                    |
| Dennis Miller     | Pat Doyle              | Sargento           | 14               | 1994 - 2000                    |
| Catherine Wilkin  | Sally Downie           | -                  | 14               | 1997 - 1999                    |
| Beth Buchanan     | Susan Croydon          | -                  | 14               | 1995, 1997, 2002               |
| Reg Evans         | Keith Purvis           | Agricultor         | 11               | 1995 - 2000                    |
| Michael Isaacs    | Clancy Dutton          | -                  | 11               | 1995 - 1998, 2000 - 2002, 2004 |
| Brett Climo       | Robbie Doyle           | Oficial de Policía | 10               | 1996 - 1998                    |
| Terry Serio       | Mick Doyle             | -                  | 8                | 2000                           |
| Terry Gill        | Clive Adamson          | Superintendente    | 5                | 1995 - 1995, 2001              |
| Frankie J. Holden | Jack Woodley           | Detective Sargento | 4                | 1996                           |

## Episodios
La serie estuvo conformada por 13 temporadas. La primera temporada estuvo compuesta por 45 episodios, la segunda y tercera por 41 episodios cada uno,  la cuarta por 42 episodios, la quinta por 41, la sexta por 42, la séptima, octava y novena por 41 episodios, la décima por 42, la decimoprimera por 39, la decimosegunda por 42 y finalmente la decimotercera y última temporada por 11 episodios.
Cada episodio es presentado desde la perspectiva de los oficiales y cómo estos lidian con los criminales.

## Localizaciones
- Mount Thomas - estación de policía donde trabajan los agentes de Victoria, Australia.
- St. Davids - es la ciudad cercana en donde se encuentra la estación de policía que generalmente ayuda a la policía de Mount Thomas a atrapar a los criminales. También es hogar del inspector Russell Falcon-Price, quien constantemente está buscando la manera de cerrara la estación de policía de Thomas.
- Imperial Hotel - ahí se encuentra un bar en donde los oficiales se reúnen después de un día de trabajo para relajarse o limar asperezas.

## Premios y nominaciones
La serie ganó 32 premios y fue nominada ha 50 premios, entre ellos los Logie, AFI, AWGIE, People's Choice y los Australian Screen Editors.

## Producción
La serie fue creada por Tony Morphett y Hal McElroy.
Uno de los episodios más vistos en la televisión de Australia fue el asesinato de la oficial Maggie Doyle interpretada por (Lisa McCune) quien murió luego de ser asesinada por su hermano Mick Doyle quien también había matado a su hermano, Robbie Doyle mientras intentaba salvar a Maggie, finalmente Mick murió luego de que su padre Pat Doyle le disparara.

### Emisión en otros países
La serie tuvo mucho éxito, fue vendida a 108 territorios y transmitida en 70 países, algunos de ellos.:
| País           | Cadenas       | Fecha de Inicio | Fecha de Finalización |
| -------------- | ------------- | --------------- | --------------------- |
| Australia      | Seven Network | -               | -                     |
| Canadá         | Showcase      | -               | -                     |
| Estados Unidos | Trio          | -               | -                     |
| Italia         | Italia 7 Gold | -               | -                     |
| Irán           | IRIB          | -               | -                     |
| Irlanda        | RTÉ           | -               | -                     |
| Nueva Zelanda  | TV One        | -               | -                     |
| Reino Unido    | ITV Network   | -               | -                     |